# アルファロメオ・P2
アルファロメオ・P2 (Alfa Romeo P2) は、1924年にデビューしたアルファロメオのレーシングカー。

## 概要
このマシンは、1925年に初開催された自動車世界選手権（Automobile World Championship）でタイトルを獲得した。全4戦の選手権レースの内、P2は2戦で勝利した。アントニオ・アスカリがスパ・フランコルシャンでのヨーロッパグランプリで優勝した後、ガストーネ・ブリッリ・ペーリがモンツァでのイタリアグランプリに勝利したが、その間に行われたリナ・モンレリ・サーキットでのレースではアスカリが首位走行中に事故死した。
1925年に大幅なレギュレーションの変更が実施されたものの、1924年から1930年までの期間でP2は14のグランプリで優勝し、そこにはタルガ・フローリオのような重要なレースでの勝利も含まれていた。P2はブガッティ・タイプ35と並ぶ1920年代の象徴的なグランプリ・カーであり、アルファロメオが世界王者として月桂冠を自社のロゴに取り入れることを可能にした。
P2は1924年に北イタリアで行われるクレモナ・サーキット・レースに参加する為、アルファロメオによって実戦投入された。このレースでアントニオ・アスカリは158 km/h (98 mph)を超える平均速度で優勝し、その後に行われたスピード・トライアルでも195 km/h (121 mph)を記録して勝利した。P2はアルファロメオの新デザイナー、ヴィットリオ・ヤーノによる最初の作品だった。アルファロメオ・P1が1923年モンツァグランプリでフィアット勢に劣る性能しか発揮できなかった後、ニコラ・ロメオはP1を廃棄することを決め、エンツォ・フェラーリがフィアットからヤーノを引き抜いていた。P2が搭載するエンジンはアルファロメオにとって初のスーパーチャージャー付直列8気筒エンジンで、2つのキャブレターがコンプレッサー後部に位置するレイアウトだった。
オリジナルのP2は6台存在したが、現存しているのは2台のみで、アレーゼのアルファロメオ歴史博物館とトリノ自動車博物館に展示されている。P2にはショートテールとロングテールの2種類のボディ形状が存在した。
2010年のグッドウッド・フェスティバル・オブ・スピードでは現存しているP2の内の1台がモニュメントに使用された。

## 主要なレースでの優勝

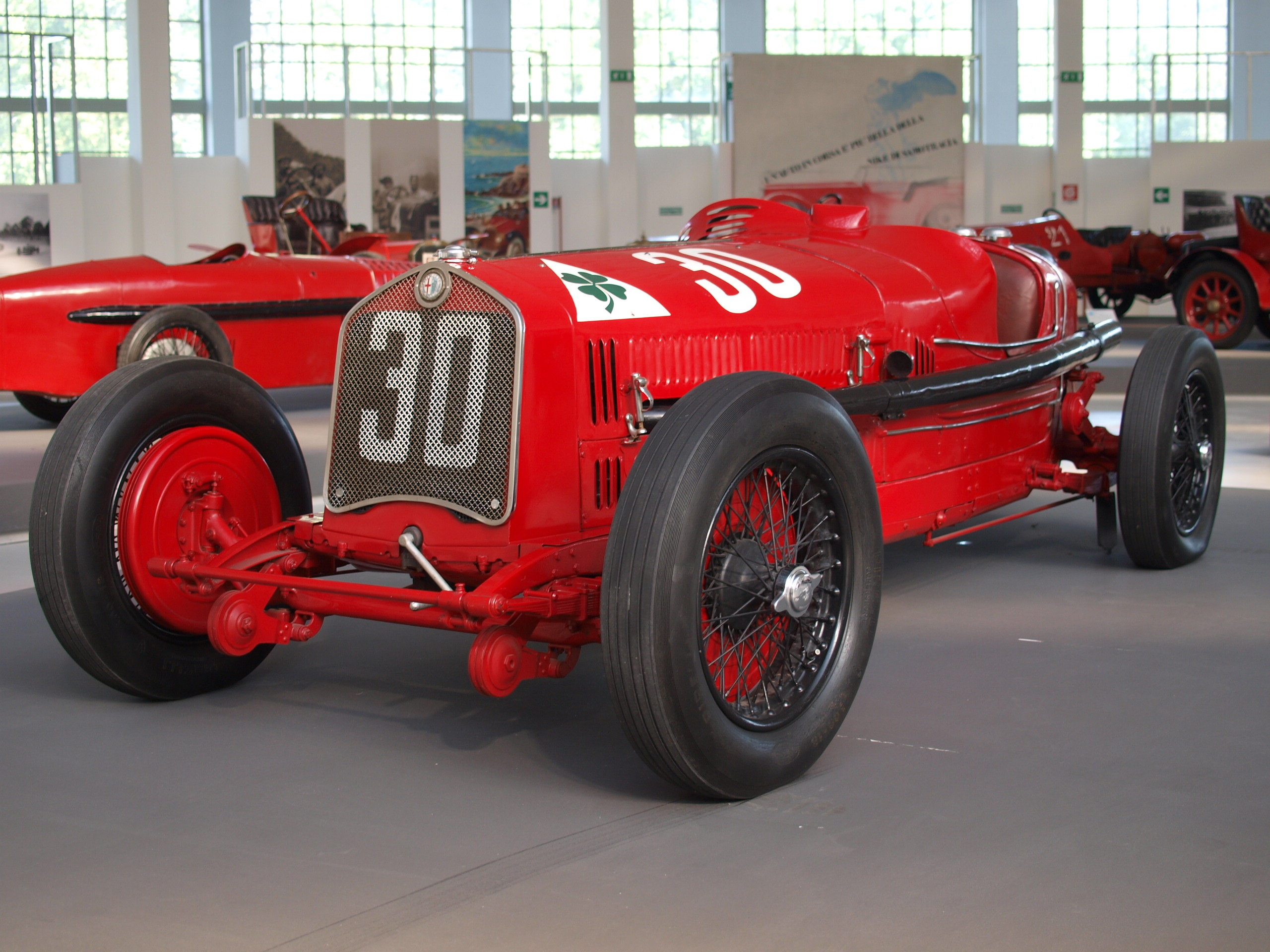
P2は1930年シーズンに向けて改良され、アキーレ・ヴァルツィのドライブでその年のタルガ・フローリオに勝利した。このレースでヴァルツィはタルガ・フローリオの平均スピード記録を更新した。

| 年   | レース                     | 優勝者                       | レポート |
| ---- | -------------------------- | ---------------------------- | -------- |
| 1924 | クレモナグランプリ         | アントニオ・アスカリ         | 詳細     |
| 1924 | フランスグランプリ         | ジュゼッペ・カンパーリ       | 詳細     |
| 1924 | イタリアグランプリ         | アントニオ・アスカリ         | 詳細     |
| 1925 | ベルギーグランプリ         | アントニオ・アスカリ         | 詳細     |
| 1925 | イタリアグランプリ         | ガストーネ・ブリッリ・ペーリ | 詳細     |
| 1927 | コッパ・アチェルボ         | ジュゼッペ・カンパーリ       | 詳細     |
| 1928 | コッパ・アチェルボ         | ジュゼッペ・カンパーリ       | 詳細     |
| 1929 | アレッサンドリアグランプリ | アキーレ・ヴァルツィ         | 詳細     |
| 1929 | ローマグランプリ           | アキーレ・ヴァルツィ         | 詳細     |
| 1929 | コッパ・モンテネーロ       | アキーレ・ヴァルツィ         | 詳細     |
| 1929 | モンツァグランプリ         | アキーレ・ヴァルツィ         | 詳細     |
| 1929 | クレモナグランプリ         | ガストーネ・ブリッリ・ペーリ | 詳細     |
| 1929 | チュニスグランプリ         | ガストーネ・ブリッリ・ペーリ | 詳細     |
| 1930 | アレッサンドリアグランプリ | アキーレ・ヴァルツィ         | 詳細     |
| 1930 | タルガ・フローリオ         | アキーレ・ヴァルツィ         | 詳細     |